# Elezioni presidenziali in Turkmenistan del 2022
Le elezioni presidenziali in Turkmenistan del 2022 si sono tenute il 12 marzo. Esse hanno visto la vittoria del candidato del TDP, Serdar Berdimuhamedow, figlio del presidente uscente, con il 72,97% dei voti.

## Contesto elettorale e “successione dinastica”
Nessuna elezione in Turkmenistan è stata mai libera ed equa. Le elezioni del 2022 si sono svolte in un contesto autoritario, in quanto il paese è stato descritto come una de facto dittatura totalitaria prima sotto il dominio di Saparmurat Niyazov (primo presidente), poi sotto Gurbanguly Berdimuhamedow, in cui non è consentita alcuna opposizione organizzata di fronte a un potere basato sul culto della personalità presidenziale. Il paese, infatti, ha conosciuto solo due presidenti dalla sua indipendenza quando l'URSS cadde nel 1991, e il Partito Democratico del Turkmenistan è considerato nel paese come l'unico partito legittimo, con gli altri partiti che, fondati dopo il 2012, servono solo a dare l'impressione di un sistema multipartitico. Attualmente, tutti i partiti “legali” sostengono il governo.
L'11 febbraio 2022, il presidente Gurbanguly Berdimuhamedow ha annunciato in una riunione del Consiglio popolare la sua intenzione di dimettersi nel marzo 2022. Affermando di prendere questa "decisione difficile" per affidare la leadership del paese alle "giovani generazioni", annuncia tuttavia la sua intenzione di rimanere come presidente del Consiglio popolare, la camera alta turkmena, istituita nel 2020 per suo volere. Lo stesso giorno, il presidente della commissione elettorale Bezirgen Karaev ha annunciato, dopo che la “Mejilis” (la camera bassa) ha approvato una risoluzione che prevedeva le elezioni per il 12 marzo in conformità con l'articolo 81 della Costituzione, interrompendo così il terzo mandato presidenziale (che dal 2017 era passato da cinque a sette anni), lo svolgimento di elezioni presidenziali anticipate per il 12 marzo 2022.
La decisione del presidente turkmeno - che soffre di diabete - arriva nella continuità di una strategia di "successione dinastica" osservata da diversi anni. Le elezioni parlamentari del marzo 2018 sono state infatti considerate all'epoca come un trampolino di lancio in questa direzione per suo figlio Serdar Berdimuhamedow. Eletto deputato con il 99,4% dei voti nel suo collegio elettorale, è aumentato rapidamente negli anni successivi, diventando infine Vice-ministro degli affari esteri, vice-governatore e poi governatore della Provincia di Ahal, ministro dell'edilizia e dell'industria e vice-primo ministro, nonché membro del Consiglio di sicurezza nazionale. Vice-Primo Ministro di un governo senza un Primo Ministro ma direttamente sotto l'autorità di suo padre, Serdar Berdimuhamedow è diventato di fatto il numero due nel regime, e da allora è stato ampiamente percepito come il suo erede designato.

## Risultati
NOTA: I dati comunicati dal Governo, per quanto tacitamente ritenuti “veritieri” ai fini enciclopedici, sono fra loro altamente manipolati, non corrispondendo, con quasi assoluta certezza (e secondo i pareri di molte note organizzazioni internazionali), alla realtà.
| Serdar Berdimuhamedow    | Partito Democratico del Turkmenistan                            | 2 452 705 | 72,97 |  |  |  |  |  |
| Hydyr Nunnaýew           | Indipendente                                                    | 372 525   | 11,08 |  |  |  |  |  |
| Agajan Bekmyradow        | Partito Contadino del Turkmenistan                              | 242 685   | 7,22  |  |  |  |  |  |
| Berdimämmet Gurbanow     | Indipendente                                                    | 74 690    | 2,22  |  |  |  |  |  |
| Perhat Begenjow          | Partito Democratico del Turkmenistan                            | 67 770    | 2,02  |  |  |  |  |  |
| Maksatmyrat Öwezgeldiýew | Indipendente                                                    | 38 881    | 1,16  |  |  |  |  |  |
| Maksat Ödeşow            | Partito Democratico del Turkmenistan                            | 38 801    | 1,15  |  |  |  |  |  |
| Kakageldi Saryýew        | Indipendente                                                    | 36 568    | 1,09  |  |  |  |  |  |
| Babamyrat Meredow        | Partito degli Industriali e degli Imprenditori del Turkmenistan | 36 412    | 1,08  |  |  |  |  |  |
| Totale                   | Totale                                                          | 3 361 037 | 100   |  |  |  |  |  |
|                          |                                                                 |           |       |  |  |  |  |  |
| Voti non validi          | Voti non validi                                                 | 1 015     | 0,03  |  |  |  |  |  |
| Votanti                  | Votanti                                                         | 3 362 052 | 97,17 |  |  |  |  |  |
| Elettori                 | Elettori                                                        | 3 460 080 |       |  |  |  |  |  |